# Platypeza nudifascies
Platypeza nudifascies är en tvåvingeart som beskrevs av Shatalkin 1980. Platypeza nudifascies ingår i släktet Platypeza och familjen svampflugor. Inga underarter finns listade i Catalogue of Life.